# Megalithen in Apulien
Die Megalithen in Apulien gehören zu den wenigen erhaltenen Zeugnissen der Megalithkultur auf dem in italienischen Festland. In Apulien gibt es über 20 erhaltene Dolmen und 79 Menhire. Hypogäen, wie die von Trinitapoli, sowie Menhire, Specchie (Cairns) und Felsengräber, wie die von Massafra, ergänzen das vorgeschichtliche Bild der Region.
Neben den Megalithen in Apulien existieren auf dem Festland nur einige Steinkisten im Gebiet von Rom und Neapel (Pian Sultano) und Ausläufer der Schweizer Anlagen in Saint-Martin-de-Corléans im Aostatal, sowie Exemplare im Piemont und in Ligurien (Dolmen von Monticello).

## Unterteilung
Die apulischen Megalithen wurden 1956 von John Davies Evans in die Bari-Taranto-Gruppe (siehe Tarent bzw. Galeriegrab) und die Otranto-Gruppe (Dolmen) eingeteilt.

### Die Bari-Taranto-Gruppe

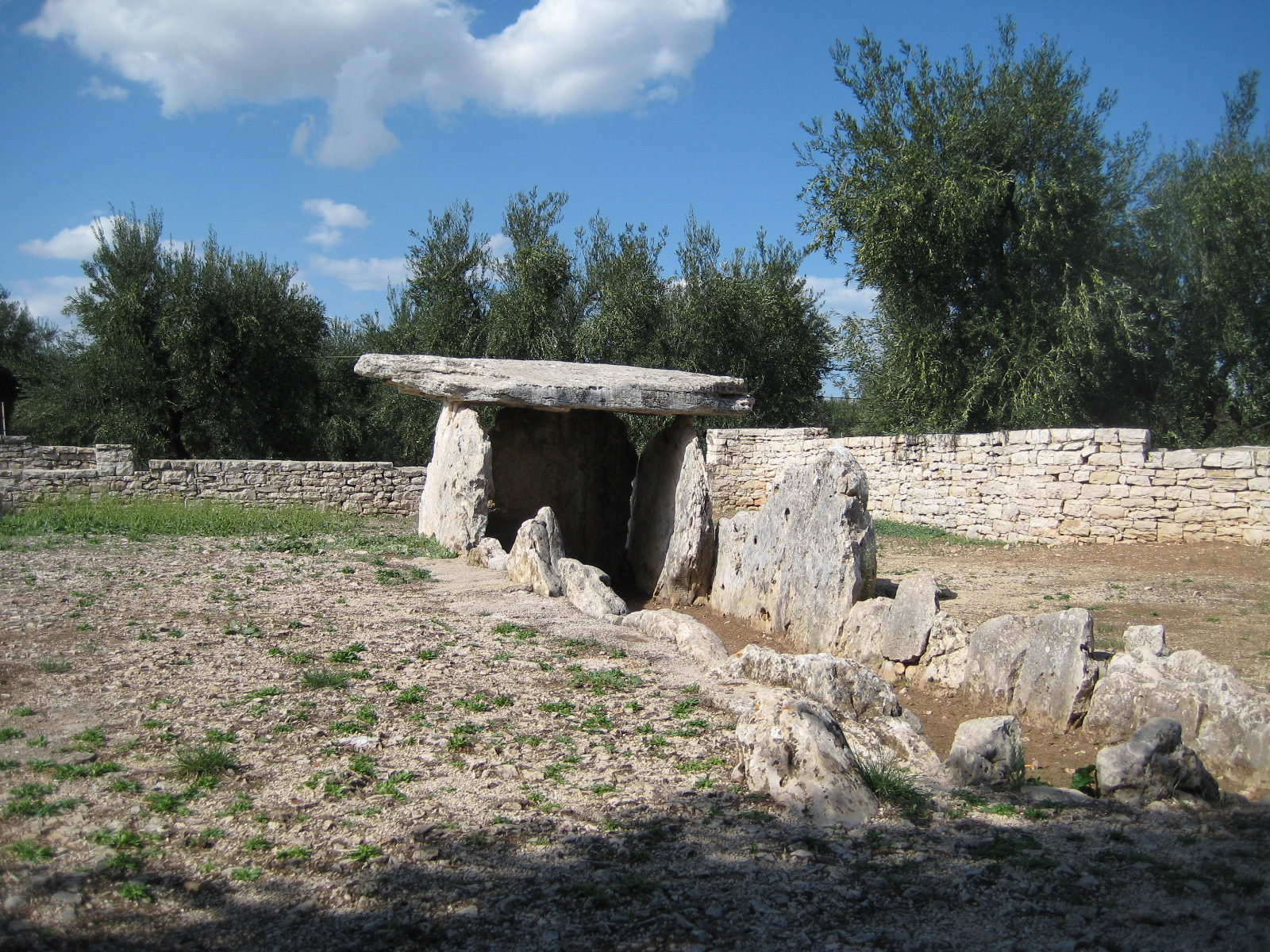
Dolmen di Chianca

Die galerieartigen Anlagen dieser Gruppe können kurz (circa 3 m) oder bis zu 17 m lang sein. Sie sind stets rechteckig und aus plattigem Material erbaut. Einzelne Anlagen sind von Trockenmauerwerk umgeben. Bei den meisten Anlagen finden sich Hinweise auf einen ovalen oder rechteckigen, jedoch ausgegangenen Hügel. Die Anlagen von Corato und Giovinazzo sind Innen segmentiert. Giovinazzo besitzt einen runden Vorhof – möglicherweise ein Platz für Rituale. Die zumeist Ost-West-orientierten Anlagen haben ihren Eingang im Osten. Es gibt Anzeichen für Seelenlochzugänge. Die Anlagen Bisceglie und Leucaspide haben abgetrennte Vorkammern. Nur die spät entdeckten Anlagen von Bisceglie (Dolmen di Chianca) und Giovinazzo (Dolmen di San Silvestro) enthielten noch Grabbeigaben und Skelettmaterial. Mittelhelladische Tonware zeigt an, dass Giovinazzo noch um 1700 v. Chr. in Gebrauch war.
Giovinazzo liegt nahe Bari. Mit einer Länge von 17 m ist er der imposanteste. Er war bis zu seiner Auffindung unter einem Erdhügel verborgen. Er wurde bei seiner Entdeckung in zwei Teile zerteilt, als ein Bauer, bei dem Bemühen sein Ackerland einzuebnen, mit einer Planierraupe durch den Hügel fuhr.

### Die Otranto-Gruppe
Die südlichste, auch salentinisch genannte Gruppe festland-italienischer Anlagen besteht aus Dolmen und liegt in der Provinz Lecce, zumeist nahe Otranto. Sie umfasste etwa 30 Anlagen, die sich deutlich vom Bari-Taranto-Typ unterscheiden. Sie geben keine Hinweise auf ehemalige Hügel und haben auch keine einheitliche Orientierung. Die nur etwa einen Meter hohen Dolmen sind megalithisch. Ihre Kammern sind oval, rund oder polygonal. Sie sind zwei bis vier Meter lang. Bis zu acht Tragsteine tragen den Deckstein. Anders als die Bari-Taranto Gruppe weisen sie auf den Oberseiten der Decksteine Gruben, Markierungen und Schälchen auf. Der besterhaltene der Gruppe ist die der Scusi-Dolmen bei Minervino di Lecce. Eine große Gruppe liegt bei Giurdignano. Die Dolmen Gurgulante und Placa bei Melendugno und der Dolmen Cranzari bei Zollino (alle unmittelbar südlich von Lecce) sind die nördlichsten Exemplare dieser Gruppe. Der Dolmen „Argentina“ im äußersten Süden ist ein Semi-Hypogäum; seine Kammer wurde in den Felsen geschnitten, nur sein oberirdischer Zugang wird von Megalithen gebildet.

## Zeitstellung

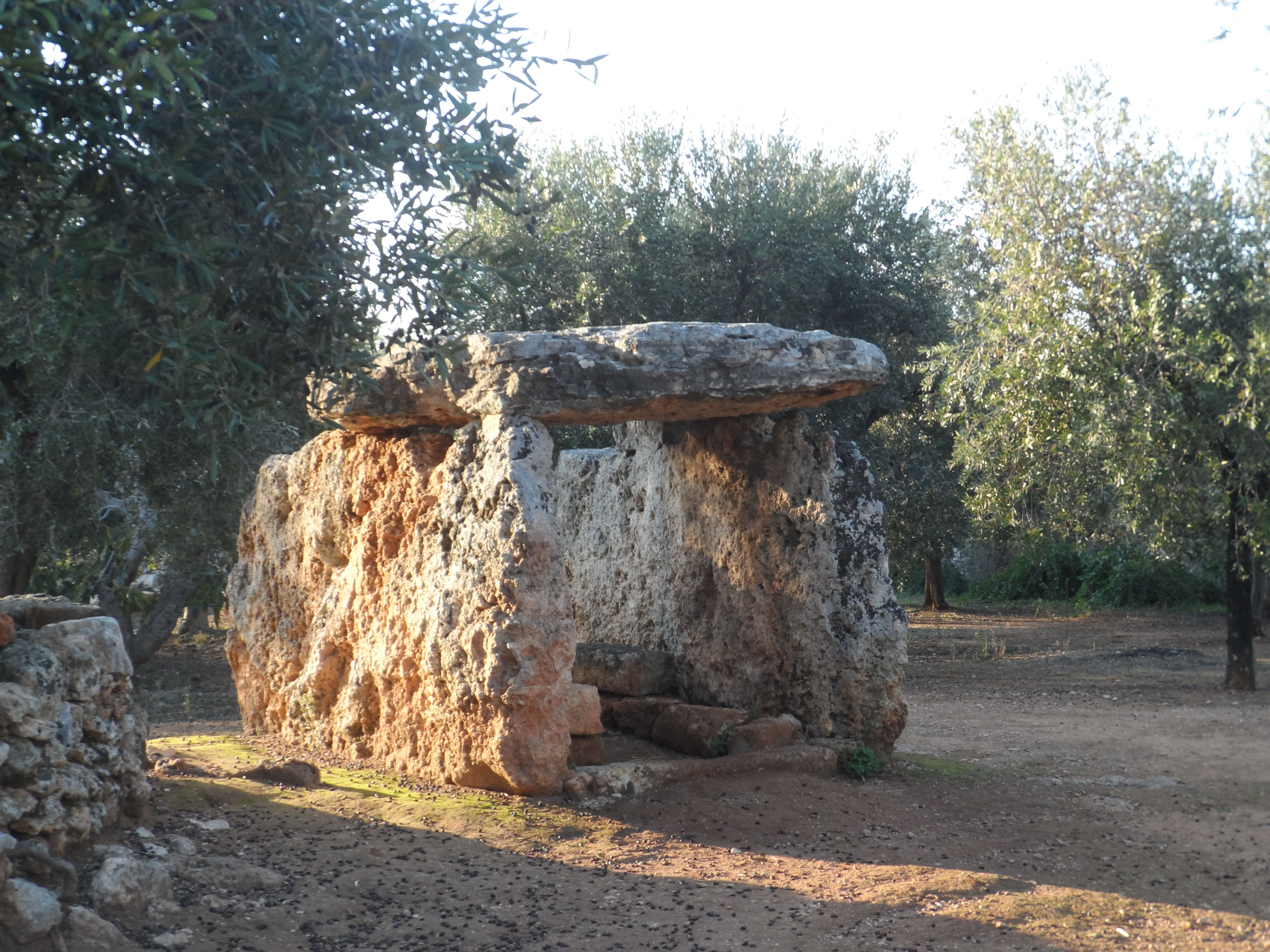
Dolmen Montalbano bei Fasano

Es existieren keine C-14-Daten und daher bestimmt die Typologie der Beigaben die Einordnung der Bari-Tarento-Monumente. Die Beigaben werden der B-Phase der Proto-Apenninen-Kultur zugeordnet, die zwischen 2300 und 1750, also in die späte Bronzezeit eingeordnet wird. Damit gehören diese Megalithanlagen mit zu den spätesten im mediterranen Raum.
Die nahezu fundleeren Otrantodolmen lieferten keine Anhaltspunkte für ihre zeitliche Bestimmung. In ihnen wurden zunächst weder Beigaben noch Skelettmaterial gefunden, trotzdem wird an ihrer Grabfunktion heute nicht mehr gezweifelt. Im Dolmen Cosi südlich von Gallipoli wurden Obsidian, Scherben und menschliche Knochen gefunden.
Die Ausgangssituation führte dazu, dass britische Forscher die beiden Gruppen zunächst als nicht gleichzeitig bestehend ansahen. Bei der Suche nach Parallelen wurden sie mit den maltesischen Anlagen der zeitgleichen Tarxien-Phase verglichen (s. Tempel von Tarxien). Gegen eine solche Verbindung spricht, dass die apulischen Anlagen (die Dolmen teilweise sehr eng) von Menhiren und Statuenmenhiren begleitet sind, die auf Malta völlig fehlen. Bei den Anlagen Scusi und Chiancuse befinden sich sogar noch rechteckige Löcher im Stein ihrer unmittelbaren Umgebung. Es wird vermutet, dass sie ursprünglich Menhiren als Basis dienten. Andere Forscher verglichen die apulischen mit den mittelitalienischen Steinkisten (von Pian Sultano) oder mit sardischen Anlagen. Es ist architektonisch jedoch eher möglich, die aus plattigen Tafeln hergestellten Dolmen der Region Bari (Albarosa, Frisari, Chianca dei Paladini) mit denen in der Region Aude in Südfrankreich zu verbinden.

## Specchie
Specchie sind kreisförmige Monumente aus Bruchgestein oder Trockenmauerwerk. Sie werden – ähnlich wie die nicht ausgegrabenen irischen Cairns (Heapstone, Knocknarea) – zu den megalithischen Monumenten gezählt. Sie liegen konzentriert westlich von Brindisi in einem Gebiet zwischen Ceglie Messapica, Villa Castelli und Francavilla Fontana; kleiner dimensionierte liegen im Salent. Der Specchia Miano (bei Ceglie Messapica) hat einen Durchmesser von 20 bei einer Höhe von 11 Metern.

## Menhire und Statuenmenhire

### Statuenmenhire
Statuenmenhire sind eine bronzezeitliche Erscheinung die primär mit Sardinien, Korsika und dem kontinentalen Westeuropa, einschließlich der Westschweiz verbunden wird. Eine völlig isolierte und zeitlich schwer bestimmbare Gruppe kleiner Statuen (etwa 1 m hoch) findet sich in der Nähe des 2000-Seelen-Dorfes Castelluccio dei Sauri in der Region Foggia in Apulien. Sie sind sehr rustikal geritzt und mit Büsten und Halsbändern verziert. Ein viel feiner gearbeitetes dolchverziertes Fragment wurde nur wenige Kilometer entfernt bei Mattinata (Tor di Lupa) in sekundärer Position in einer Mauer gefunden.

### Menhire
Die 79 apulischen Menhire sind zum Teil geometrisch und sehr schlank (Casamassima) mit einer Höhe bis zu 4,7 m (de lu Chiofilu bei Martano). Andere haben anthropomorphe oder taukreuzartige (Menhir von Vardare in Diso) Proportionen. Viele liegen in den Olivenhainen nahe den Dolmen. Eine größere Gruppe liegt westlich von Bari zwischen Sovereto, Terlizzi und Bitonto. In Sammichele di Bari und bei Cannae befinden sich die gleichnamigen Menhire. In Lecce sind die Menhire von Zollino und einige der Menhire von Muro Leccese von beachtlicher Länge.